# Pterinochilus andrewsmithi
Pterinochilus andrewsmithi là một loài nhện trong họ Theraphosidae.
Loài này thuộc chi Pterinochilus. Pterinochilus andrewsmithi được miêu tả năm 2009 bởi Gallon.